# فرانسیسکو بارتو
فرانسیسکو بارتو (انگلیسی: Francisco Barreto؛ ۱۵۲۰ – ۹ ژوئیهٔ ۱۵۷۳) کاوشگر، سرباز، و سیاست‌مدار اهل امپراتوری پرتغال بود. او در اوایل عمرش در مراکش مستقر بود ولی سپس به هند فرستاده و به مقام فرمانده هند پرتغالی منصوب شد. پس از بازگشت به لیسبون به او مأموریتی مبنی بر کشف معادن افسانه‌ای طلا محول شد. او در راه این مأموریت و پیش از رسیدن به آفریقای جنوبی در موزامبیک امروزی درگذشت.